# Comtat d'Holanda
El Comtat d'Holanda o Holanda era un comtat del Sacre Imperi Romanogermànic del qual el territori comprenia les actuals províncies d'Holanda del Sud i d'Holanda del Nord, sense les illes meridionals al delta del Rin i del Mosa i amb les illes septentrionals Terschelling, Vlieland, Urk i Schokland que van integrar-se a l'inici del segle xix a altres províncies. Per als afers eclèsiastics, el territori depenia del bisbat d'Utrecht.

## Història
El territori del comtat del qual les fronteres van quedar vagues es deia d'antuvi Frísia. El 1101 el comte Florenci II d'Holanda va ser el primer que va afegir d'Holanda al seu nom. El nom provindria de Holtland una composició de dos mots de l'antic neerlandès holt (= bosc) i land (= país).
Des del segle ix el territori feia part de Lotaríngia però encara no era pas una entitat separada. Les fronteres van canviar d'un costat pels acords dels comtes i vescomtes amb la cort de Lotaríngia i de l'altre costat per a les forces de la natura en una regió baixa força inundable i de l'explotació de la torba que va abaixar el nivell del terra. A poc a poc, van servir-se de fins a 9.000 molins de vent per a assecar els pòlders que es troben sota el nivell del mar.
En esperar de contenir els atacs dels vikings, Lotari I, el fill de Lluís I el Pietós va infeudar el territori de Frísia a dos germans vikings Ròric i Harald al voltant de l'any 840. El comte Gerulf II (també anomenat de manera anacrònica Gerolf d'Holanda) va terminar al 885 la dominació danesa en contribuir a l'assassinat de Jofre el Viking. En reconeixement, el rei Arnulf de Caríntia va donar-li uns territoris més. Els comtes successius van eixamplar el territori i associar-se amb els veïns: com al 938, quan va celebrar-se el prometatge del comte Teodoric II de Frísia Occidental amb la filla d'Arnold I de Flandes.
Els comtes van conduir una política expansionista en assetjar d'ocupar trossos de la Llibertat de Frísia i del bisbat d'Utrecht contra la voluntat dels emperadors del Sacre Imperi. El 1018, el comte Teodoric III va vèncer les tropes dels aliats dels bisbats de Lieja, Utrecht i Cambrai conduïdes per Godofreu I de Baixa Lotaríngia|Godofreu de Verdun a la batalla de Vlaardingen. Teodoric III va sostenir la candidatura de l'emperador Conrad II en esperar conservar els territoris annexionats. El 1047, l'emperador Enric III va conquerir Vlaardingen i el castell Rijnsburg. El 1049, Teodoric IV va ser assassinat. El seu successor va ser Florenci I. Al segle xii van construir un castell de mota i pati a la Haia, que en transformar-se mol al curs del temps, sota el nom de Binnenhof fins avui va quedar l'epicentre de la política neerlandesa.
El 1291 Florenci V va donar-se el títol de comte d'Holanda i de Zelanda i senyor de Frísia. El títol va mantenir-se quan el territori va unir-se a altres mitjançant unions personals amb el comtat d'Hainaut, del ducat Straubing-Holanda durant la dinastia dels Wittelsbach (1343-1425), el ducat de Borgonya fins als darrere comte, Felip II d'Espanya.
La província va ser membre capdavanter de la República de les Set Províncies Unides (1581 - 1795) i la Unió d'Utrecht després del qual del qual el territori governat pels Estats d'Holanda i de Frísia Occidental va integrar-se a la república, tot i conservar unes institucions jurídiques pròpies.

## Dissolució
L'administració francesa va dissoldre el comtat, ja força integrat a les Set Províncies Unides l'any 1795. Durant l'administració republicana sota la República batava la subdivisió administrativa en departaments va canviar força sovint. De 1801 a 1807 va esdevenir el departament d'Holanda que a la creació del regne d'Holanda va escindir-se en dos departaments: Boques del Mosa i Zuyderzee que cobren més o menys el territori de les províncies actuals d'Holanda del Nord i del Sud.

## Llista de comtes
Vegeu: Comtat de Frísia Occidental, títol portat pels comtes des de vers 830 a la meitat del segle xi quan Teodoric va començar a utilitzar el de comte d'Holanda que va esdevenir el títol en ús durant la regència de Robert I el Frisó.

### Comtes de Frísia (occidental)
- abans de 833 - 855: Gerulf I, comte vers el 839 al pagus Westrachi à l'est del Vlie.
- abans de 885-abans de 916: Gerulf II, comte vers 885 al Kennemerland, mort abans de 916, fill o net de l'anterior
- abans de 916 - 959: Teodoric I (o Dirk I), mort després del 939, probablement fill de Gerulf II.
- 959 - 988: Teodoric II (vers 930 -988), net de l'anterior. El 25 d'agost del 985 va rebre de l'emperador Otó III totes les terres entre el riu Meuse i el Vlie. casat amb Hildegarda de Flandes, filla d'Arnold I de Flandes, comte de Flandes.
- 988 - 993: Arnold (vers 951 - 993), fill

casat el 980 amb Liutgarda, filla de Sigifred, comte de Luxemburg
- 993 - 1044: Teodoric III (980 -1044), fill: casat amb Otelandis (993 - 1044), filla de Bernat I, marcgravi de Nordmarck
- 1044- 1049: Teodoric IV (mort el 1049), fill
- 1049- 1061: Florenci I (Florenç I) (1017 -1061), germà

casat vers 1050 amb Gertruda de Saxònia, filla de Bernat II Billung, duc de Saxònia i d'Eilika de Schweinfurt. El 1063 Gertruda de Saxònia es va casar amb Robert I el Frisó que va governar el comtat durant la minoria del fill de Florenci, Teodoric V. El regent Robert fou comte de Flandes el 1071.

### Comtes d'Holanda
- 1061- 1091: Teodoric V (1052 - 1091), fill de Florenci I. Adopta el títol de comte d'Holanda: casat amb Otelinda (vers 1054 - 1124), probablement de Saxònia
- 1091- 1121: Florenci II el Gros (1085 - 1121), fill: casat vers 1113 amb Gertruda d'Alsàcia (1086 - 1144), filla de Teodoric II, duc de Lorena, i d'Hedwigis de Formbach
- 1121 - 1157: Teodoric VI (1114 - 1157), fill: casat amb Sofia de Luxemburg-Salm (1117 - 1176), hereva de Bentheim, filla d'Otó de Luxemburg-Salm, comte palatí del Rin, comte de Bentheim i de Rheineck, i de Gertruda, senyora de Frísia

Armes dels comtes d'Holanda

- 1157- 1190: Florenci III (1141 - 1190), fill: casat el 1162 amb Ada d'Escòcia, filla d'Enric d'Escòcia, comte de Northúmbria, i d'Ada de Warrenne
- 1190- 1203: Teodoric VII (mort el 1203), fill: casat el 1186 amb Adelaida de Clèveris, filla d'Arnold I, comte de Clèveris i d'Ida de Lovaina
- 1203- 1207: Ada (1188 - 1223), filla: casada el 1203 amb Lluís II (mort el 1218), comte de Loon: A la mort de Teodoric VII, la seva filla Ada va intentar assolir el control del comtat però fou vençuda pel seu oncle Guillem, germà del difunt.
- 1207- 1222: Guillem I (1167 - 1222), fill de Florenci III, va destronar a la seva neboda: casat en primeres noces el 1197 amb Adelaida de Gueldre (mort el 1218), filla d'Otó I, comte de Gueldre i de Ricarda de Wittelsbach

en segones noces el 1220 amb Maria de Brabant (mort el 1260), filla d'Enric I, duc de Brabant, i de Matilde de Boulogne i d'Alsàcia
- 1222- 1234: Florenci IV (1210 - 1234), fill (amb Adelaida de Gueldre)

casat amb Matilde de Brabant (1200 - 1267), filla d'Enric I, duc de Brabant, i de Matilde de Boulogne i d'Alsàcia
- 1234- 1256: Guillem II (1227 - 1256), fill del precedent, fins a 1240 sota la tutela del seu oncle Otó, bisbe d'Utrecht, elegit emperador (Guillem I) el 3 d'octubre de 1247.

casat el 1252 amb Elisabet de Brunswick (mort el 1266), filla d'Otón I l'Infant, duc de Brunswick i de Matilde de Brandenburg
- 1256- 1296: Florenci V (1254 - 1296), fill, va agafar el control de Zelanda i es va titular comte de Zelanda

casat el 1270 a Beatriu de Flandes (mort el 1296), filla de Guiu de Dampierre, comte de Flandes i de Matilde de Béthune
- 1296- 1299: Joan I (1284 - 1299), fill, comte d'Hainaut

### Casa d'Avesnes, comtes d'Hainaut, Holanda i Zelanda
- 1299 - 1304: Joan II d'Avesnes (1248 - 1304), comte d'Hainaut com a Joan I, fill de Joan d'Avesnes (1218-1257) i d'Adelaida d'Holanda (filla de Florenci IV).

casat el 1270 amb Filipina de Luxemburg (1252 - 1311), filla d'Enric V, comte de Luxemburg i de Margarita de Bar
- 1304- 1337: Guillem III d'Avesnes (1286 - 1337), comte d'Hainaut (Guillem I) i d'Holanda, fill.

casat el 1305 amb Joana de Valois (1294-1352) filla de Carles de França, comte de Valois, i de Margarita d'Anjou (1273-1299)
- 1337- 1345: Guillem IV d'Avesnes (1307 - 1345), comte d'Hainaut (Guillem II) i d'Holanda, fill.

casat el 1334 amb Joana de Brabant, filla de Joan III, duc de Brabant i de Limburg, i de Maria d'Évreux

### Casa de Baviera (Wittelsbach) comtes d'Hainaut, Holanda i Zelanda
- 1345 - 1354: Margarita II (1310 - 1356), comtessa d'Hainaut (Margarita II) i d'Holanda, germana. El seu fill Guillem li disputa els comtats d'Holanda i de Zelanda que al final li va cedir el 1354. casada el 1324 amb l'emperador Lluís IV de Baviera (1282 - 1347).
- 1354- 1358: Guillem V de Baviera (1330 - 1388), des de 1354 comte d'Holanda (Guillem V), i el 1356 comte d'Hainaut (Guillem III), fill. casat el 1352 amb Matilde de Lancaster (1335 - 1362), filla d'Enric de Grosmont, comte de Lancaster, i d'Isabel de Beaumont.
- 1358- 1404: Albert I de Baviera (1336 - 1404), comte d'Hainaut i d'Holanda, germà.

casat en primeres noces amb Margarita de Brieg (1342 - 1386), filla de Lluís de Silèsia-Liegnitz, duc de Brieg o Brzeg, i d'Agnès de Goglau. casat en segones noces el 1394 amb Margarita de Clèveris (1375 - 1412), filla d'Adolf I de La Mark, comte de Clèveris, i de Margarita de Juliers.
- 1404- 1417: Guillem VI de Baviera (1365 - 1417), comte d'Hainaut (Guillem IV) i d'Holanda (Guillem VI), fill de l'anterior i de Margarita de Brieg. casat el 1385 amb Margarita de Borgonya (1374-1441), filla de Felip l'agosarat, duc de Borgonya i de Margarita, comtessa de Flandes.
- 1417- 1433: Jacquelina de Baviera (1401 - 1436), comtessa d'Hainaut i d'Holanda, filla. Casada el 1418 amb Joan IV de Borgonya (1403 - 1427), duc de Brabant, fill d'Antoni de Borgonya i nebot de Joan sense Por. Va reconèixer el 1428 a Felip el Bo com a hereu dels seus dominis, els quals els va cedir formalment el 1433.

### Casa de Borgonya
- 1433 - 1467: Felip el Bo, III de Borgonya i I d'Hainaut i d'Holanda.
- 1467- 1477: Carles el Temerari (I de Borgonya, Hainaut i Holanda)
- 1477- 1482: Maria de Borgonya, casada amb Maximilià I del Sacre Imperi Romanogermànic (Maximilià d'Habsburg) que fou regent (1482–1519)

### Sobirans dels Països Baixos
- Felip el Bell (1482-1506) (II d'Holanda i d'Hainaut)
- Carles V del Sacre Imperi Romanogermànic (1506-1555) o Carles II d'Holanda i d'Hainaut[3]
- Felip I de Catalunya-Aragó i II de Castella (1555-1598) o Felip III d'Holanda i d'Hainaut